# World Cup i ishockey 1996
World Cup i ishockey 1996 var den första som spelades efter att man turneringen omorganiserats från Canada Cup till World Cup. Canada Cup hade spelats senast 1991. Med nya World Cup kom matcher även att spelas i Europa. Lagen som deltog var USA, Kanada, Tjeckien, Slovakien, Finland, Sverige, Ryssland och Tyskland.
Turneringen 1996 vanns av USA, som slog favoriterna Kanada med 2-1 i matcher i finalserien.

## Resultat

### Nordamerikanska gruppen
|           | SM | V | F | O | GM | IM | Poäng |
| --------- | -- | - | - | - | -- | -- | ----- |
| USA       | 3  | 3 | 0 | 0 | 19 | 8  | 6     |
| Kanada    | 3  | 2 | 1 | 0 | 11 | 10 | 4     |
| Ryssland  | 3  | 1 | 2 | 0 | 12 | 14 | 2     |
| Slovakien | 3  | 0 | 3 | 0 | 9  | 19 | 0     |

#### Matcher
- 29 augusti, Vancouver: Ryssland - Kanada 3-5
- 31 augusti, Montréal: Slovakien - Ryssland 4-7
- 31 augusti, Philadelphia: Kanada - USA 3-5
- 1 september, Ottawa: Kanada - Slovakien 3-2
- 2 september, New York: Ryssland - USA 2-5
- 3 september, New York: USA - Slovakien 9-3

### Europeiska gruppen
|          | SM | V | F | O | GM | IM | Poäng |
| -------- | -- | - | - | - | -- | -- | ----- |
| Sverige  | 3  | 3 | 0 | 0 | 14 | 3  | 6     |
| Finland  | 3  | 2 | 1 | 0 | 17 | 11 | 4     |
| Tyskland | 3  | 1 | 2 | 0 | 11 | 15 | 2     |
| Tjeckien | 3  | 0 | 3 | 0 | 4  | 17 | 0     |

#### Matcher
- 26 augusti, Stockholm: Tyskland - Sverige 1-6
- 27 augusti, Helsingfors: Finland - Tjeckien 7-3
- 28 augusti, Helsingfors: Tyskland - Finland 3-8
- 29 augusti, Prag: Sverige - Tjeckien 3-0
- 31 augusti, Garmisch-Partenkirchen: Tjeckien - Tyskland 1-7
- 1 september, Stockholm: Finland - Sverige 2-5

### Kvartsfinaler
- 5 september, Montréal: Tyskland - Kanada 1-4
- 6 september, Ottawa: Ryssland - Finland 5-0

### Semifinaler
- 7 september, Philadelphia: Kanada - Sverige 3-2 (2ÖT)
- 8 september, Ottawa: Ryssland - USA 2-5

### Final (bäst av tre)
- 10 september, Philadelphia: Kanada - USA 4-3(ÖT)
- 12 september, Montréal: USA - Kanada 5-2
- 14 september, Montréal: Kanada - USA 2-5

## Poängligan
| Plats | Spelare         | SM | M | A | Poäng | PIM |
| ----- | --------------- | -- | - | - | ----- | --- |
| 1     | Brett Hull      | 7  | 7 | 4 | 11    | 4   |
| 2     | John LeClair    | 7  | 6 | 4 | 10    | 6   |
| 3     | Mats Sundin     | 4  | 4 | 3 | 7     | 4   |
| 4     | Doug Weight     | 7  | 3 | 4 | 7     | 12  |
| 5     | Wayne Gretzky   | 8  | 3 | 4 | 7     | 2   |
| 6     | Brian Leetch    | 7  | 0 | 7 | 7     | 4   |
| 7     | Paul Coffey     | 7  | 0 | 7 | 7     | 12  |
| 8     | Keith Tkachuk   | 7  | 5 | 1 | 6     | 44  |
| 9     | Theoren Fleury  | 8  | 4 | 2 | 6     | 8   |
| 10    | Sergej Fjodorov | 5  | 3 | 3 | 6     | 2   |

- Målvakt med minst insläppta mål per match: Curtis Joseph, Kanada (2.31 GAA)

## Slutställning
- 1.  USA
- 2.  Kanada
- 3.  Sverige
- 4.  Ryssland
- 5.  Finland
- 6.  Tyskland
- 7.  Slovakien
- 8.  Tjeckien

## All Star Team
- Målvakt: Mike Richter, USA
- Backar: Calle Johansson, Sverige; Chris Chelios, USA
- Forwards: Brett Hull, USA; Mats Sundin, Sverige; John LeClair, USA
- MVP: Mike Richter, USA

## Spelartrupper

### Sverige
- Målvakter: Johan Hedberg, Tommy Salo, Tommy Söderström.
- Backar: Tommy Albelin, Calle Johansson, Roger Johansson, Kenny Jönsson, Nicklas Lidström, Mattias Norström, Peter Popovic, Leif Rohlin.
- Forwards: Daniel Alfredsson, Mikael Andersson, Niklas Andersson, Jonas Bergqvist, Ulf Dahlén, Peter Forsberg, Johan Garpenlöv, Tomas Holmström, Andreas Johansson, Patrik Juhlin, Fredrik Nilsson, Michael Nylander, Markus Näslund, Mats Sundin, Niklas Sundström.
- Coach: Kent Forsberg.